# James Mason (néonazi)
Pour les articles homonymes, voir Mason et James Mason (homonymie).
James Nolan Mason, né le 25 juillet 1952 à Chilicothe (Ohio), est un néonazi américain.
Mason pense que les nazis ne peuvent pas prendre le pouvoir tant que le gouvernement fédéral américain reste en place. Il prône le meurtre et la violence pour créer le chaos et l'anarchie et ainsi déstabiliser le système. Mason considère Timothy McVeigh et James Fields Jr. comme des « héros » et affirme que la race blanche est en danger à cause des juifs. Il exprime que l'élection de Donald Trump lui a donné de l'espoir, commentant que « pour rendre l'Amérique à nouveau grande, il faut la rendre à nouveau blanche ».
Mason est un conseiller de la division Atomwaffen, une organisation terroriste paramilitaire néonazie, qui a été identifiée comme faisant partie de l'alt-right. Atomwaffen a été responsable de 8 homicides de 2017 à 2019,,,,,. Lors d'une affaire judiciaire concernant Atomwaffen, le procureur a déclaré que Mason « pourrait bien représenter l'expression la plus violente, la plus révolutionnaire et la plus potentiellement terroriste de l'extrémisme de droite actuelle ».

## Biographie
Mason a grandi à Chillicothe (Ohio). En 1966, à l'âge de 14 ans, il rejoint le mouvement de jeunesse du parti nazi américain (ANP) de George Lincoln Rockwell. En 1968, alors qu'il avait 16 ans, Mason projette d'assassiner le directeur et d'autres membres du personnel de son lycée. Au lieu de cela, suivant les conseils de William Luther Pierce, il quitte l'école et commence à travailler au siège du parti nazi américain en Virginie. Après la mort de George Lincoln Rockwell en 1967, Mason se rallie avec le National Socialist White People's Party et le National Socialist Liberation Front (NSLF) de Joseph Tommasi.
En 1970, à l'âge de 18 ans, Mason devient membre à part entière du parti nazi américain et revient à Chillicothe.
En 1980, il a repris la rédaction de Siege, le bulletin d'information du National Socialist Liberation Front. Il a continué à le publier jusqu'en 1986. Dans ce bulletin, Mason a rendu hommage à Adolf Hitler, Joseph Tommasi, Charles Manson et Savitri Devi. Il a également préconisé des attaques et des meurtres aléatoires afin de déstabiliser la société. En 1992, les newsletters ont été éditées et publiées sous forme de livre sous le titre Siege: The Collected Writings of James Mason par Michael Jenkins Moynihan. Ce livre a acquis une audience néonazi et est désormais obligatoire pour les initiés de la division Atomwaffen.
En 1973, Mason et son compagnon néonazi Greg Hurles se sont rendus chez un concessionnaire automobile afin d'essayer une voiture. Ils ont ensuite agressé plusieurs adolescents noirs dans le parking d'un Dairy Queen. Mason a passé six mois dans un centre de travail de Cincinnati.
Entre 1978 et 1980, il a travaillé avec le National Socialist White Worker's Party et a édité The Stormer, leur bulletin d'information. Au début des années 1980, il a commencé à correspondre avec Sandra Good et Lynette Fromme, deux disciples de Charles Manson. En 1982, avec Charles Manson, il fonde Universal Order, une organisation qui encourage la terreur avec une notoriété similaire à celle réalisée par la « famille Manson »,,.
En 1988 et 1991, la police a fait une descente au domicile de Mason dans l'Ohio et saisi des photos pornographiques d'une jeune fille de 15 ans. En 1992, il plaide coupable à deux chefs d'accusation pour « utilisation illégale d'un mineur dans du matériel orienté vers la nudité ». En 1993, il déménage au Colorado.
En mai 1994, il est arrêté et inculpé de deux chefs d'accusations d'exploitation sexuelle d'un mineur et de deux chefs d'accusations de contribution à la délinquance d'un mineur. Il a menacé son ex-petite amie, alors âgée de 16 ans, et un homme latino avec qui elle sortait, avec une arme à feu. Mason a conclu une négociation de peine et a été reconnu coupable de délits liés aux armes. Il a été incarcéré pendant plusieurs années et a été libéré en août 1999.
En 2000, il publie The Theocrat, une comparaison entre des passages de la Bible et des passages de Mein Kampf.
En novembre 2019, il vit à Denver dans des logements subventionnés et mangeait dans les soupes populaires locales.

## Dans la liste des terroristes
Le 25 juin 2021, il est annoncé que James Mason a été ajouté à la liste des personnes considérées comme terroristes par le gouvernement du Canada,.